# Berg (Colmar-Berg)
Berg (Luxemburgs: Bierg) is een dorp (Uertschaft) in de Luxemburgse gemeente Colmar-Berg.

## Geografie
Berg ligt in het Noordwesten van de gemeente Colmar-Berg, even onder Schieren, waar de rivieren Attert en Alzette samenkomen.

## Geschiedenis
Berg wordt voor het eerst vermeld in 800. In de 14e eeuw werd in Berg een burcht gebouwd, die in de 18e eeuw werd herbouwd en in de 19e eeuw door koning-groothertog Willem III werd uitgebreid tot het kasteel Berg.
In 1744 werd in Berg de Sint-Michaëlskerk gebouwd, op de plek van een voormalige kapel. De kerk is sinds 1803 de parochiekerk van de parochie Colmar-Berg is, ze heeft een privébalkon voor de groothertogelijke familie. Buiten de kerk liggen twaalf leden van de familie Blochausen begraven, onder wie Félix de Blochausen.
In de 19e eeuw nam de bevolking van Berg toe. Toen na de Eerste Wereldoorlog de ijzerhut en smederij ter plaatse werden gesloten, nam die weer af. Tot 1991 was Berg ook de naam van de gemeente, toen werd dat gewijzigd naar Colmar-Berg.

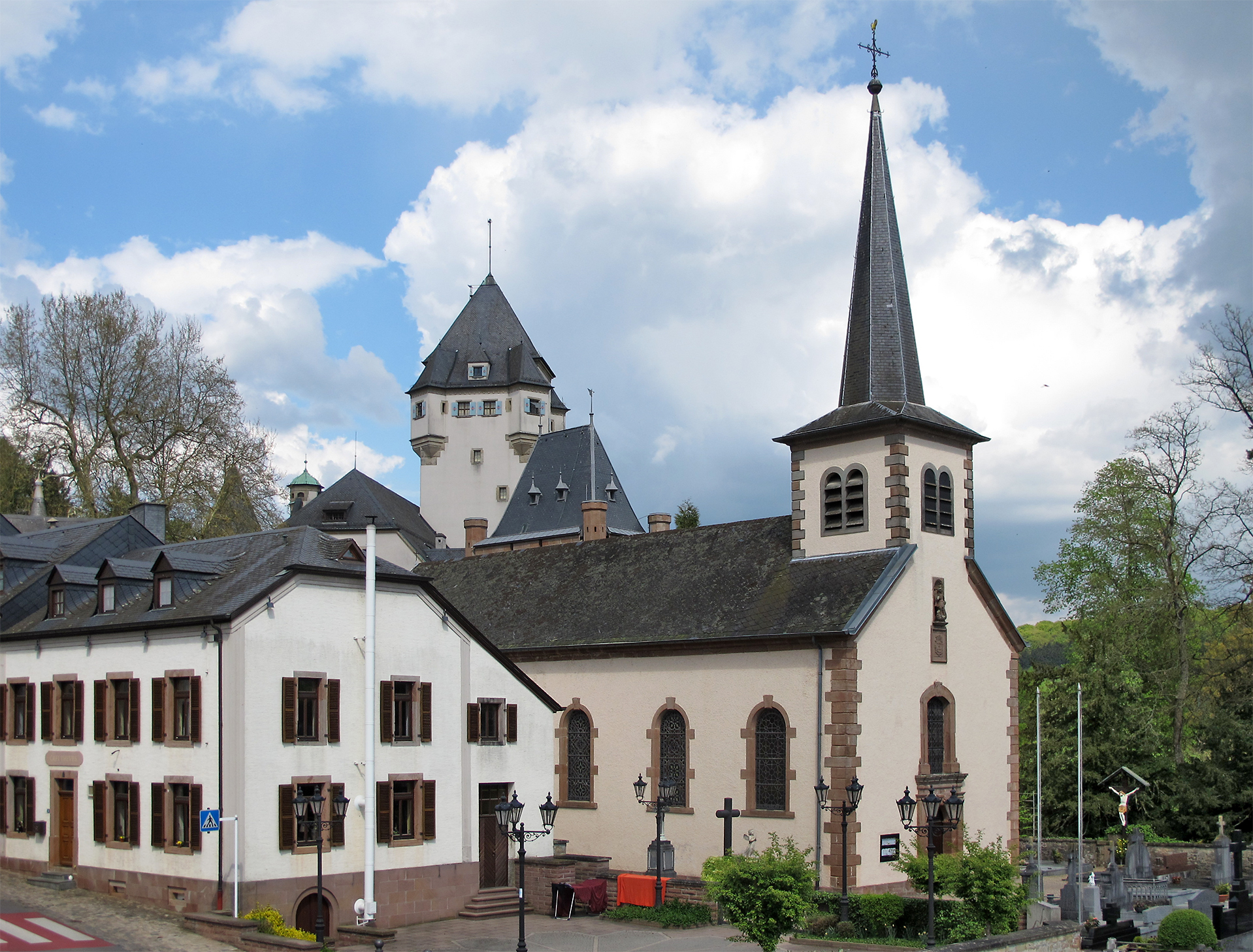
Sint-Michaélskerk
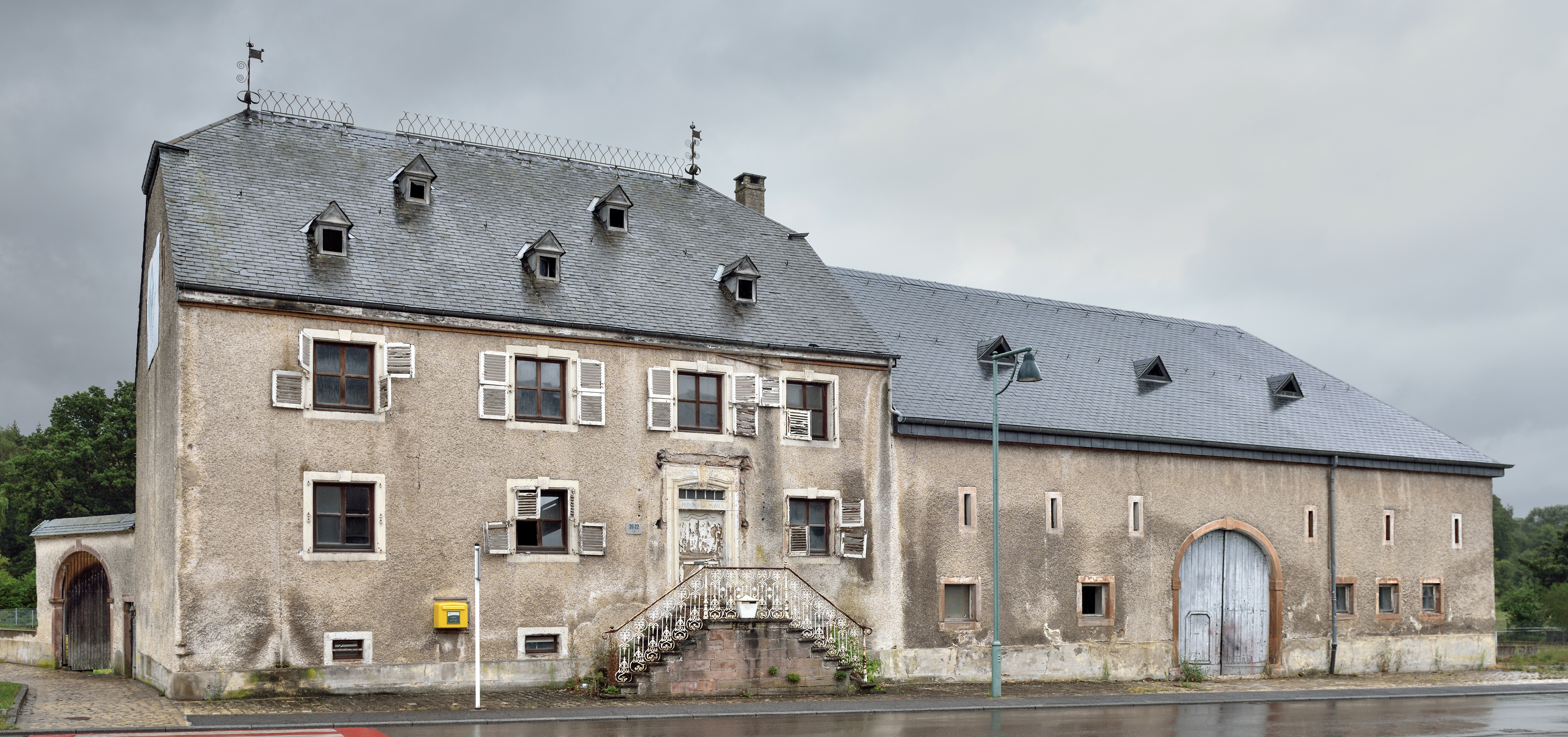
Boerderij Nelson uit 1788, behoort tot het beschermd erfgoed in de gemeente Colmar-Berg
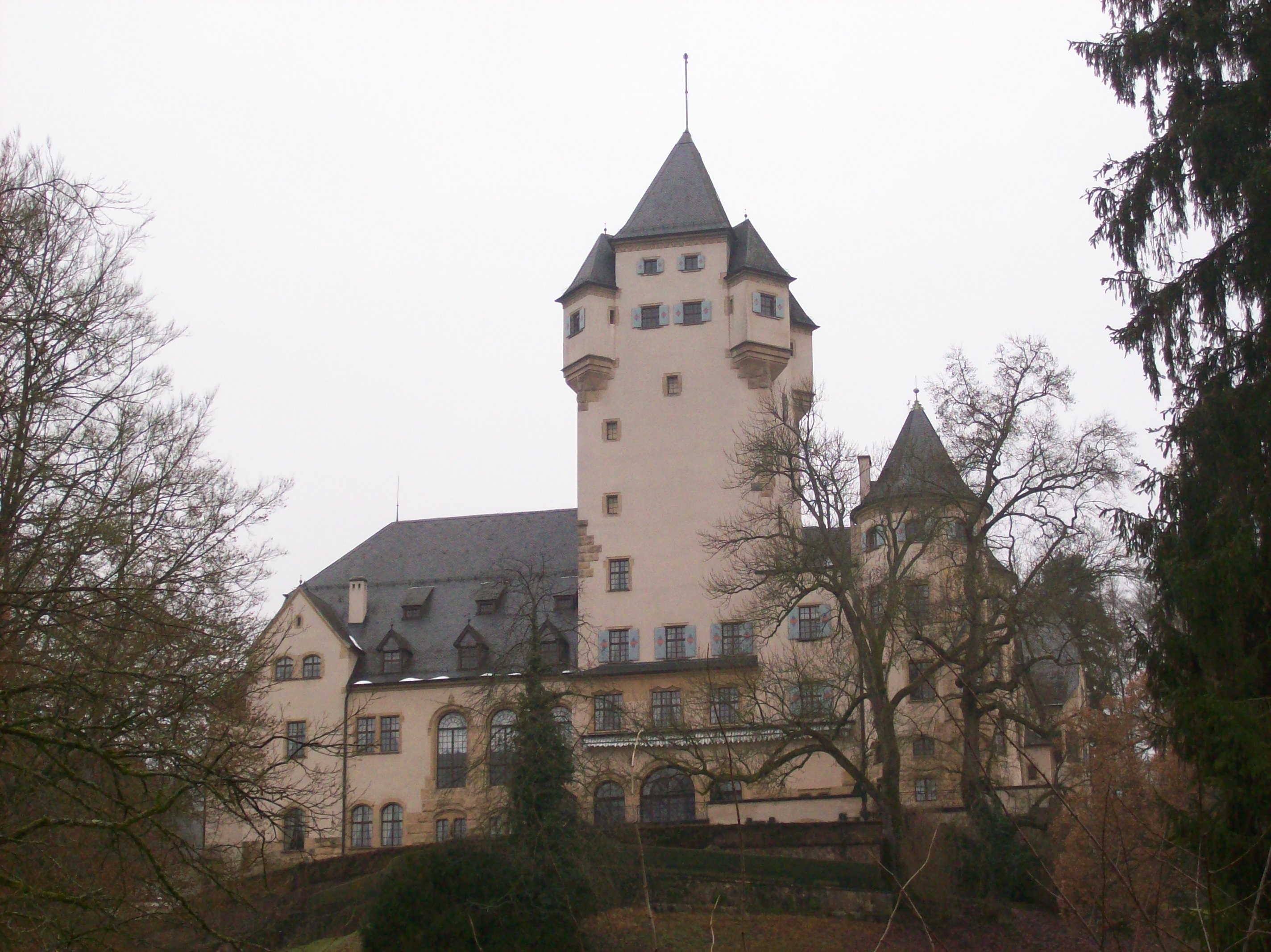
Kasteel Berg
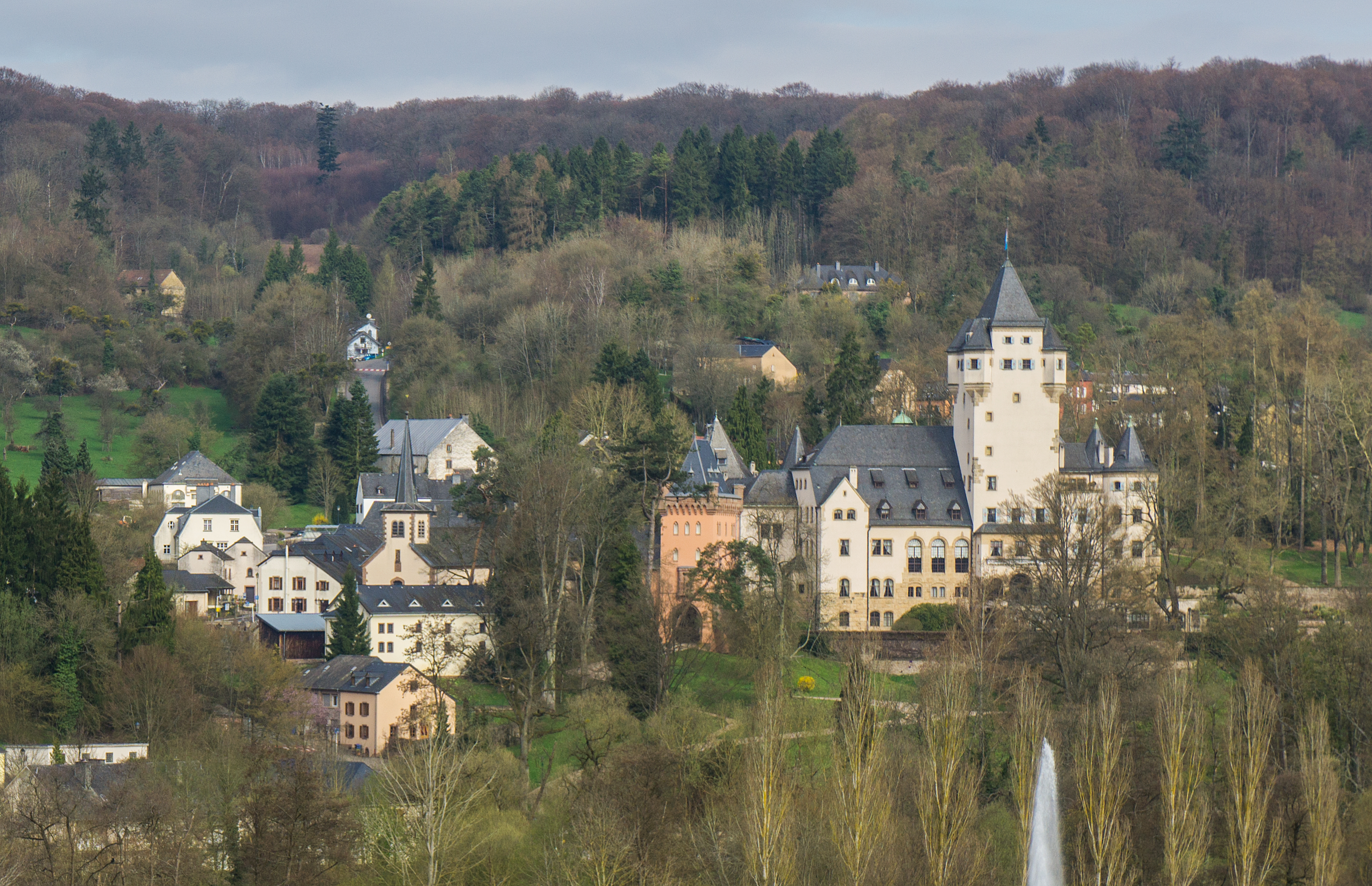
Zicht op Berg

## Geboren
- Jean-Pierre Glaesener (1831-1901), arts en auteur